# غويلرمو سيرفيرا
غويلرمو سيرفيرا (بالإسبانية: Guillermo Cervera)‏ هو صحفي ومصور إسباني، ولد في 1968 في مدريد في إسبانيا.